# Piombino Dese
Piombino Dese es un municipio italiano de 9.166 habitantes de la provincia de Padua (región del Véneto).
Bañado por las aguas del río Dese, Piombino (a menudo confundido con su homónimo toscano) es un lugar conocido sobre todo por la Villa Cornaro edificada por Andrea Palladio en el año 1553 declarada, junto con otras villas palladianas, Patrimonio de la Humanidad por la Unesco.

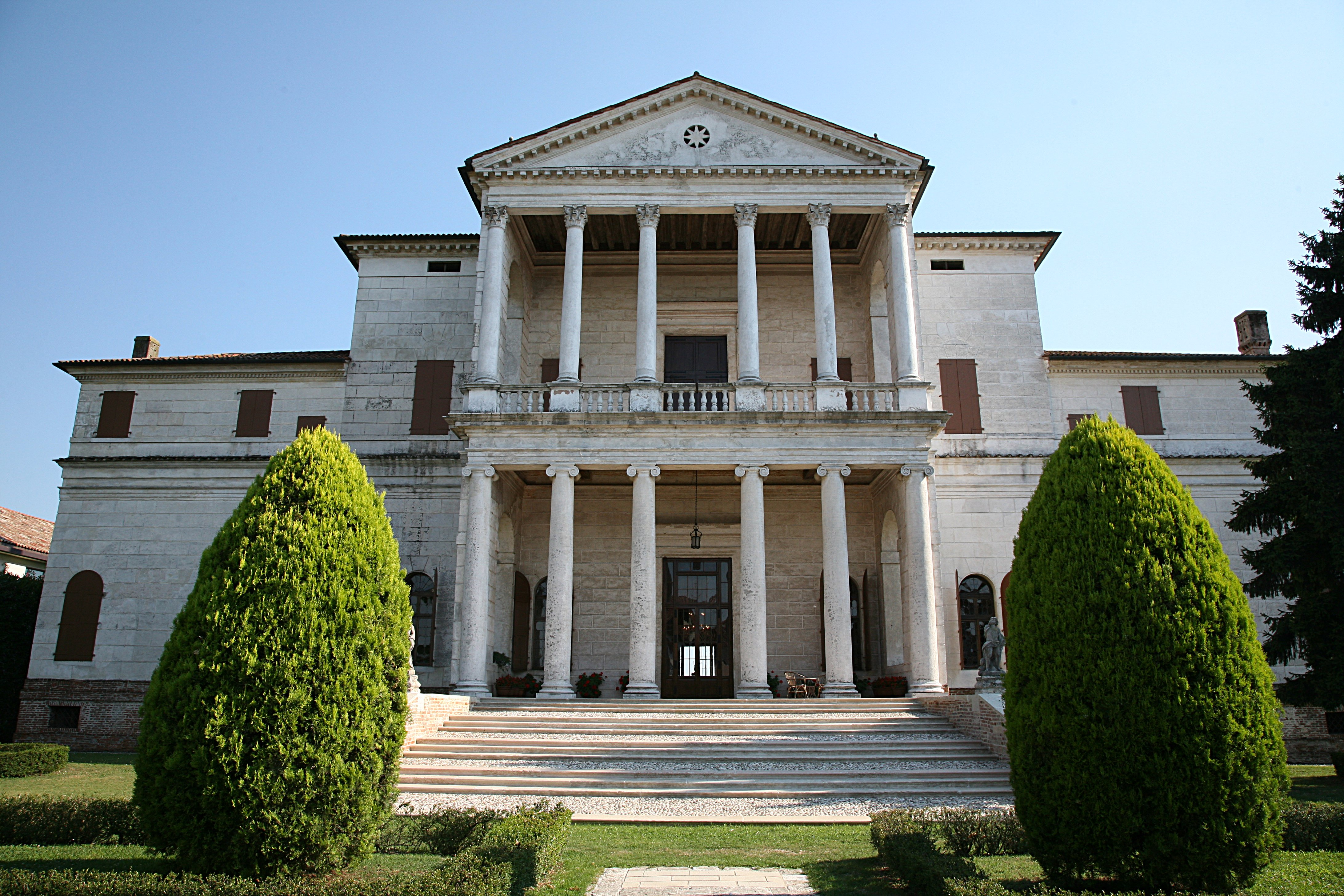
Villa Cornaro.

## Evolución demográfica
| Gráfica de evolución demográfica de Piombino Dese entre 1861 y 2001 |
|                                                                     |
| Fuente ISTAT - elaboración gráfica de Wikipedia                     |